# Jacqueline Faría
Jacqueline Coromoto Faría Pineda (Caracas, Venezuela; 3 de febrero de 1957) es una política venezolana e ingeniera especializada en hidráulica graduada en la Universidad Central de Venezuela (UCV) y quien pasó por varias designaciones a lo largo de la gestión gubernamental del presidente Hugo Chávez, y su sucesor, Nicolás Maduro. Desempeñó cargos de importancia en el alto gobierno de Venezuela, incluyendo su designación como Jefe de Gobierno del Distrito Capital, ocupando el puesto en dos ocasiones. Actualmente lleva la dirección del PSUV en el estado Zulia.

## Gestión pública
Fue presidente de la empresa de agua metropolitana de Caracas Hidrocapital, donde impulsó el proyecto de Mesas Técnicas de Agua y de servicios de cloacas y drenajes en el programa Mejoramiento Urbano en sectores populares de la capital. Posteriormente ejerció como ministra del Ambiente para el Gobierno de Hugo Chávez, quien la designó para el cargo en el año 2005. En 2015 Faría regresó al Gabinete Ejecutivo como ministra, siendo designada como titular de la cartera de Comunicación e Información por el presidente Nicolás Maduro.
Faría ejerció como presidenta de Movilnet entre 2008 y 2009, y nuevamente entre 2016 y 2017. Durante su labor frente de la operadora de telefonía, ésta aumentó su participación de suscriptores, ampliando su diferencia frente a Movistar en 4%. En agosto de 2009 fue presidenta de CANTV, el holding estatal de telecomunicaciones.

## Política
Políticamente se desempeña en la directiva del PSUV desde el año 2008.
Fue nombrada como primera Jefe de Gobierno del Distrito Capital, nueva figura que por decreto y sancionada en la Asamblea Nacional de Venezuela en 2009, es designada directamente por el Presidente de Venezuela.

## Controversias
En 2005, durante el gobierno del presidente Hugo Chávez se organizó un plan para el saneamiento del río Guaire frente a varios mandatarios regionales, y el 18 de agosto prometió que “El año que viene los invito a todos y a ti, Daniel Ortega, te invito a que nos bañemos en el Guaire el año que viene”. Jacqueline Faría, ministra de ambiente para entonces, fue encargada de llevar el proyecto. En 2006 se destinaron 772 mil millones de bolívares para la obra, y en 2007 Faría aseguró que a pesar de que la limpieza de un río como el Guaire podría tardar hasta 15 años, el “proceso revolucionario” lo entregaría saneado en 2014. Hasta julio de 2016, el Banco Interamericano de Desarrollo desembolsó 83,6 millones de dólares para sanear el río Guaire, y en el mismo año la Comisión Permanente de Administración y Servicios de la Asamblea Nacional, presidida por el diputado Stalin González, en conjunto con la Comisión de Ambiente y Recursos Naturales, denunciaron que se habían gastado 77 millones de dólares para el saneamiento del río, cuando la ejecución del proyecto fue de apenas 26%.
El 19 de abril de 2017, durante la Madre de Todas las Marchas en las protestas en Venezuela de 2017, varios manifestantes opositores tuvieron que cruzar el río Guaire para escapar de las bombas lacrimógenas usadas por las fuerzas de seguridad; un usuario de Twitter le preguntó sobre el destino de los dólares dirigidos al proyecto de saneamiento, a lo cual Faría respondió "Se invirtieron completicos sino pregunta a tu gente que se bañó sabroso!". Su respuesta generó una gran cantidad de réplicas en repudio a la declaración. Según Juan Bautista González, profesor de la Universidad Central de Venezuela que coordinó el componente social del Proyecto de Saneamiento del río Guaire Catia hasta Quinta Crespo, en la recuperación del río Guaire se habían invertido 14 mil millones de dólares, los cuales según él fueron robados. Hasta la fecha se desconoce el destino de la inversión del proyecto.
En enero de 2021, en su segundo gobierno como jefa del Distrito Capital propuso unir a varios municipios del Estado Miranda al área metropolitana de Caracas, lo que trajo críticas por parte de alcaldes opositores y del propio gobernador Héctor Rodríguez de su mismo partido. Días después se anunció su sustitución por Nahum Fernández.